# 秋憲坤
秋憲坤（韓語：추헌곤，1979年9月2日—），英文名Alex Chu，為加拿大籍韩裔男歌手，也是韓國歌唱團體酷懶之味的主唱。2008年因出演MBC《我們结婚了》與申愛作為假想夫婦而成為話題。因支持者反應相當正面，與申愛在節目第一季成為固定佳偶，並因此而被觀眾所熟識。首爾人說這樣一句話「不論你走在狎鷗亭還是清潭洞的街上，只要聽見Clazziquai的歌曲，馬上就能聽見有人跟著哼上幾句」。座右銘：5년 후에 본인이 후회하지 않도록 초심을 잃지 않는 사람이 되자 為了讓五年以後不感到後悔，現在會一直努力下去。
2018年1月27日舉行結婚典禮，太太為時尚產業人士。

## Alex和申愛的浪漫夫婦
2008年，MBC《我們結婚了》與申愛搭檔作為假想夫妻出現，受到好評。節目中，Alex和申愛扮演了一對浪漫夫婦，他們的假想婚姻生活充滿著浪漫的氣息，這一對假想夫婦在觀眾那里受到了好評。但在第八期的時候，因為Alex專輯的排檔問題，只能暫退節目，所以，在這一期，Alex和申愛第一次離別，在告別中，Alex演唱了loveholic的花盆，這一首歌，深深地打動了所有的人。第十三期中，倆人再次攜手，繼續這份假想的美好姻緣。因為在《我們結婚了》節目中的完美出演，Alex積攢了很高的人氣，在不久后的一項關于“你最希望誰做你的婚禮祝福歌手”的調查中，打敗了蟬聯多年婚禮祝福歌手寶座的韓國實力歌手金鐘國，成為第一。而申愛09年5月與圈外人士完婚。
2015年，10月16日，韓國傳媒報導Alex與相差12年的Rainbow成員趙賢榮相戀，並獲得雙方公司證實消息。但戀情維持16個月，於2017年2月分手，11月經紀公司證實與圈外女性進行「以結婚為前提」的交往中。
2018年，酷懶之味主唱 Alex 1月27日將在釜山與圈外女友完婚！

## 音樂

### 專輯
- 2008年6月13日 My Vintage Romance
- 2011年6月2日 Just Like Me

### 單曲
- 2008年4月27日 花盆 화분, We Got Married 主題曲
- 2008年6月29日 그대라면
- 2008年9月7日 사랑하오
- 2008年11月24日 New Ways Always
- 2010年3月18日 Melody Project part I SweetDream (Andante)
- 2010年5月28日 Melody Project part II Moderato
- 2010年Melody Project part III Allegro
- 2011年10月6日 화려한 그대華麗的你

### 精選
- 2006年 Kissing Me, duet with Daniel Henney (ft.Uhm Jung Hwa), Seducing Mr Perfect, 2006
- 2007年 Night Time, Que Sera Sera
- 2008年 Dance With My Daddy, 200 Pounds Beauty

### 合作
- Solo, with Dynamic Duo
- Harmony, with Free TEMPO
- 너의 소식 (So Sick), with 비즈니즈
- Soul Music, with Viva Soul
- Ibyol, Mannam... Gu Jungjomeso, with Epik High
- I'll Never Cry, with Park Ki Young
- I'll Fly To You, with Lee Ki Chan, also featuring HwaYobi, Byul and Danny Jung
- 아이처럼, with Kim Dong Ryul
- 눈부신 날에, with J
- 각인 (刻人), with Ji Sun of Loveholic
- 사랑하, with Ji Sun
- Butterfly, with Loveholics
- Windflower, with Ji Sun
- Say I Love You, with J
- Love Me After 12AM, with m-flo
- D.N.A LUV, with 宋枝恩

## 電視劇
- 2007年：MBC《尋找愛》
- 2010年：MBC《Pasta》飾演 金山
- 2010年：KBS《笑吧！東海》
- 2011年：SBS《千日的約定》
- 2012年：SBS《蠑螈道士和影子操作團》（第5集）
- 2013年：MBC《Medical Top Team》飾演 裴尚奎
- 2014年：tvN《需要浪漫3》飾演 李正昊（客串）
- 2014年：MBC《Hotel King》飾演 劉俊成
- 2014年：SBS《對我而言可愛的她》飾演 裴成鎮
- 2015年：SBS《離婚律師戀愛中》飾演 盧基秀
- 2018年：SBS《我也是媽媽啊》飾演 申相赫
- 2020年：KBS《結過一次了》飾演 李正祿

## 電影
- 2011年 《看不見的愛》飾演 演唱會歌手 （與 Horan）
- 2020年 《正在相愛嗎？（朝鲜语：사랑하고 있습니까?）》飾演 公園裡的男子（友情出演）

## 綜藝節目
- 2008年 MBC《我們結婚了》與申愛成為浪漫夫婦
- 2013年5月7日~2013年7月2日 KBS《我們小區藝體能》 EP.5~EP.13 保齡球篇
- 2014年9月28日 SBS《Running Man》EP.214
- 2015年 MBC《神秘音樂秀：蒙面歌王》 EP.19
- 2016年6月3日  MBC《二重唱歌謠祭》EP.9
- 2016年6月9日 JTBC《舊屋變新居》EP.26
- 2017年1月16日&2017年1月23日 JTBC《拜託了冰箱》EP.116&EP.117 with RAIN

## 原聲帶
- 2005年：MBC電視劇《我叫金三順》－She Is
- 2006年：電影 《Robin先生追求記》－Kissing Me(Alex & Daniel Henney)
- 2006年：電影 《醜女大翻身》－Dance With My Daddy
- 2007年：MBC電視劇《順其自然》－Night Time
- 2010年：KBS電視劇《不像三兄弟》－사랑살이
- 2010年：KBS電視劇《灰姑娘的姐姐》－樹
- 2011年：KBS電視劇《浪漫小鎮》－微笑說再見
- 2011年：MBC電視劇《PASTA》－Part Time Lover
- 2011年：MBC電視劇《我也是花》－你離開的一天
- 2011年：電影《晚秋》－如果時光能倒流
- 2011年：電影《只有你》－花開(Alex & Horan)
- 2012年：MBC電視劇《I Do I Do》－如果我是
- 2013年：SBS綜藝《짝 / Mate》－一步步靠近你
- 2014年：SBS電視劇《對我而言可愛的她》－可以愛你嗎
- 2015年：tvN電視劇《泡泡糖》－我向著你的時間

## 酒駕事件[3]
2012年7月18日，Alex（原名秋宪坤，34岁）涉嫌酒驾而被江南警察局予以不拘留立案（《道路交通法》酒后驾驶）。
据警察局透露，秋某被怀疑该日凌晨2点48分在首尔新沙洞林荫道附近道路上驾驶着一辆白色的宝马私家车行驶了2公里左右。
车辆不能正常行驶，一旁路过的30多岁男子向巡逻车报了警，因此接受了警察的盘问调查。据悉，秋某当场就被吊销了驾照，其单位血液中的酒精含量为0.134%。警方有关负责人表示，“秋某和他的朋友们喝完酒后自己驾车回家”，“凌晨时分，调查结束后先让他回家了”。
秋某于今年4月和Solite Indigo赛车队签订了合同，作为正式的职业赛车手出道。赛车队通过18日的报道资料表示“向秋某通报了本赛季停赛”。经纪公司表示：“Alex正在深刻反省。”

## 外部連結
- 秋憲坤的Instagram帳戶
- https://web.archive.org/web/20111202170614/http://www.clazziquai.co.kr/ Clazziquai's Official Website
- http://cafe.daum.net/algoon-family （页面存档备份，存于）
- http://www.imbc.com/broad/radio/fm4u/bluenight/ （页面存档备份，存于）
- https://web.archive.org/web/20100628233604/http://people.nate.com/people/info/al/ex/alexalex/
- http://www.cyworld.com/al_goon

1. ↑  .   [2015-12-31]. （原始内容存档于2016-02-24）. Alex與Rainbow趙賢榮相戀 相差12歲交往剛一月
2. ↑  .   [2018-06-20]. （原始内容存档于2018-07-20）.
3. ↑  . news.yule.com.cn.   [2018-02-06]. （原始内容存档于2018-02-06）.